# Saussines
Saussines é uma comuna francesa na região administrativa de Occitânia, no departamento de Hérault. Estende-se por uma área de 6,28 km². Em 2010 a comuna tinha 1 040 habitantes (densidade: 165,6 hab./km²).